# (53440) 1999 XQ33
1999 أكس كيو 33 (ويعرف أيضًا باسم (53440) 1999 أكس كيو 33 وفق تسمية الكوكب الصغير) (بالإنجليزية: 1999 XQ33)‏ هو كويكب ضمن حزام الكويكبات؛ وترتيبه 53440 من حيث الاكتشاف.
اكتُشف هذا الجُرم الفلكي بواسطة بحث لنكولن عن الكويكبات القريبة من الأرض في 6 ديسمبر 1999.

## وصلات خارجية
- (53440) 1999 XQ33 في قاعدة بيانات مختبر الدفع النفاث لأجرام النظام الشمسي الصغيرة

- الاكتشاف · مخطط المدار ·  العناصر المدارية · المعلمات المادية

- (53440) 1999 XQ33 على موقع ويكي سكاي: DSS2, SDSS, GALEX, IRAS, Hydrogen α, X-Ray, Astrophoto, Sky Map, Articles and images